# Chapelle Sainte-Thérèse de Saint-Cyr-l'École
La chapelle Sainte-Thérèse, localement appelée Chapelle Sainte-Thérèse de l'Enfant Jésus, est une chapelle catholique située à Saint-Cyr-l'École. Elle dépend de la paroisse Saint-Cyr-Sainte-Julitte et du diocèse de Versailles. Elle se trouve dans le quartier de l'Épi d'or, rue de l'Union, dans le sud de la commune.

## Description
Cette petite chapelle basse construite en 1975 est de forme rectangulaire et peinte en blanc. Seule une croix dressée au bord du petit parvis signale qu'il s'agit d'un édifice de culte catholique. Son clocheton possède une cloche. Située au milieu d'un petit quartier pavillonnaire avec six immeubles, elle a été bâtie comme l'ensemble selon les plans simples des architectes Duhamel et Papazian.

## Paroisse
Elle est rattachée à la paroisse Saint-Cyr-Sainte-Julitte,.

## Description
La façade de l'édifice comporte une entrée rectangulaire surmontée d'un édicule contenant une cloche.